# Dactylorhiza baltica
Dactylorhiza majalis subsp. baltica é uma subespécie de Dactylorhiza majalis. Por vezes, esta planta é considerada uma espécie: Dactylorhiza baltica.
Esta planta foi descrita por (Klinge) H.Sund.
A planta é nativa da Europa Oriental.